# Cody Bellinger
Cody James Bellinger (* 13. Juli 1995 in Scottsdale, Arizona) ist ein US-amerikanischer Baseballspieler, der als First Baseman und Outfielder bei den New York Yankees in der Major League Baseball aktiv ist. In der Saison 2017 wurde er zum Rookie of the Year der National League und 2019 zum Most Valuable Player der National League gewählt.

## Leben
Bellingers Vater Clay Bellinger spielte für die Anaheim Angels und die New York Yankees. Sein jüngerer Bruder Cole wurde 2017 von den San Diego Padres gedraftet.

## Karriere

### Minor Leagues (2013 bis 2017)
Bellinger wurde 2013 von den LA Dodgers in der vierten Runde gedraftet und unterschrieb einen Profivertrag mit einem Signing Bonus in Höhe von 700.000 US-Dollar.

### Los Angeles Dodgers (2017–2022)
Am 25. April 2017 spielte Bellinger sein erstes Spiel bei den Los Angeles Dodgers. Er wurde in seiner ersten Profisaison zum National League Rookie of the Year gewählt.
Cody Bellinger verlor 2017 und 2018 die World Series gegen die Houston Astros und die Boston Red Sox. 
Im Jahr 2019 wurde er zum Most Valuable Player (MVP) der National League gewählt.
In der aufgrund der Corona-Pandemie auf 60 Spiele verkürzten Saison 2020 gewann er mit den Los Angeles Dodgers die National League und die World Series. 

### Chicago Cubs (2023–2024)
Am 3. November 2023 lehnte Bellinger seine gegenseitige Option ab und wurde Free Agent.
Am 27. Februar 2024 unterschrieb er für drei Jahre und 80 Millionen US-Dollar bei den Cubs. Der Vertrag beinhaltete Ausstiegsmöglichkeiten nach jeder der ersten beiden Spielzeiten.
Am 14. April 2023 spielte Bellinger sein erstes Spiel zurück im Dodger Stadium, als die Cubs Los Angeles für eine Drei-Spiele-Serie besuchten. Am 20. April, während eines Heimspiels gegen die Dodgers, ging er 1 für 2 mit einem Homerun, einem RBI und zwei Hit-by-Pitches in einer 6:2-Niederlage.